# Allium chrysantherum
Allium chrysantherum là một loài thực vật có hoa trong họ Amaryllidaceae. Loài này được Boiss. & Reut. mô tả khoa học đầu tiên năm 1882.